# Зиљахово
Зиљахово или Зељахово (грч. Νέα Ζίχνη, Неа Зихни) је насељено место и седиште истоимене општине у периферији Средишња Македонија, Грчка. Према попису из 2021. године било је 1.547 становника.
Према бугарском географу и историчару, Василу Канчову, у Зиљахову је 1900. године живело 1.750 Турака хришћана, 850 Турака муслимана, 120 Словена хришћана, 80 Грка и 25 Албанаца хришћана. Током Другог балканског и Првог светског рата насеље је настрадало и део становништва се иселио, тако је после рата остало 2.216 житеља. Године 1923. муслиманско становништво је принудно исељено у Турску а на њихово место је насељено 229 грчких избегликих породица, укупно 922 особа. На попису из 1928. године Зиљахово је мешовито насеље са 3.135 становника.

## Познате личности
- Теофил Мироточиви, православни светац